# Émirat d'Harar
Pour les articles homonymes, voir Harar.
1647–1887
Entités précédentes :
- Imamat d'Aussa

Entités suivantes :
- Empire éthiopien

L'Émirat d'Harar était un État situé dans la Corne de l'Afrique.

## Histoire

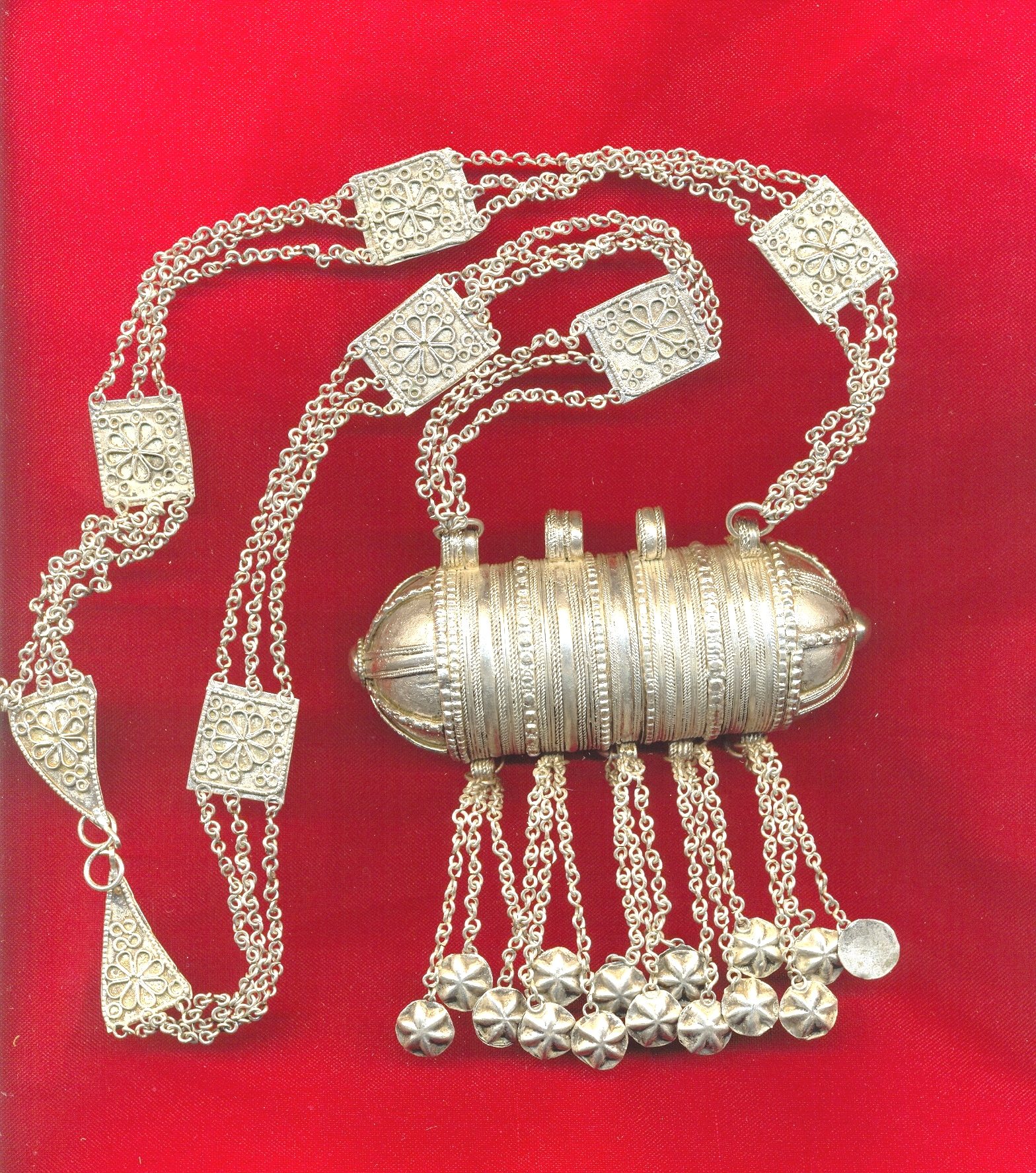
Collier de bijoux produits pendant l'Émirat d'Harar.

La ville de Harar et sa région sont gouvernées par un émir de la famille Alī b. Dā’ūd de 1647 à 1875, date à laquelle la contrée est conquise par l’Égypte. L’émir Abdullāhi récupère le trône brièvement de 1885 à 1887, mais la région passe alors sous le contrôle de Menelik, roi du Choa, futur empereur d'Éthiopie,.
Le premier Européen à découvrir l'émirat semble avoir été, en 1854, Richard Francis Burton qui en atteint la capitale, pourtant interdite aux infidèles, grâce à un déguisement. Plus tard, vers 1880, Arthur Rimbaud y établit un comptoir pour le commerce du café, de l'ivoire et des parfums.